# Что скрывает ложь (фильм, 2000)
«Что скрывает ложь» (англ. What Lies Beneath) — мистический триллер Роберта Земекиса, первый фильм, в котором актёр Харрисон Форд сыграл в главной роли отрицательного персонажа. Фильм был очень холодно оценён критиками, которые отрицательно отзывались о вялотекущем сюжете, затянутости фильма и не слишком пугающем эффекте.

## Сюжет
Норман Спенсер (Харрисон Форд), учёный, исследователь и преподаватель, и его жена Клэр (Мишель Пфайффер) остаются одни — дочь Кейтлин уезжает в колледж. Их новые соседи Уоррен и Мэри Фьюр постоянно ссорятся, а потом слышны звуки бурной любви. Как-то ночью Клэр видит, как сосед под дождём вытаскивает свёрнутый ковёр и кладёт его в багажник автомобиля. Ей везде начинают мерещиться убийства, а потом она самым настоящим образом видит привидение — дух пропавшей год назад студентки Мэдисон Элизабет Фрэнк, учившейся в классе её мужа. Клэр видит убитую в реке и в ванне. Муж не верит ей, считая это последствиями аварии, когда Клэр на скорости врезалась в дерево. Психиатр же советует вступить с духом в контакт, что Клэр и пытается сделать вместе со своей подругой.
Вступив с духом в контакт, Клэр держит в руках косичку Мэдисон, которую она забрала из дома ее матери, и ведёт себя как она, когда появляется Норман. Она пытается соблазнить его, но тут сзади со скрипом открываются двери, и Клэр видит на пороге саму себя… удивлённую и шокированную. Выйдя из состояния одержимости, Клэр понимает, что произошло год назад: она поздно вернулась домой и увидела, что её муж Норман изменил ей с этой самой студенткой; после чего Клэр в отчаянии уехала на машине и попала в аварию.
Позже, вернувшись домой от подруги, она находит Нормана лежащего в ванной со включенным феном. Выясняется, что Норман поскользнулся, а электричество, по везению, было отключено. Клэр остается дома, чтобы ухаживать за мужем. На следующий день Норман замечает в окне Клэр, идущую к воде. Клэр прыгает в воду, на дне она видит сундук. Норман замечает косичку в ее руках и предлагает её сжечь с целью экзорцизма. После этого Клэр снова играет на виолончели и говорит мужу, что чувствует, что она ушла.
Пара решает отдохнуть и развеяться. Клэр предлагает городок Адамант, о котором ей ранее рассказала ее подруга, которая видела там в кафе беседующих Нормана и Мэдисон незадолго до пропажи девушки. Отправившись в Адамант, Клэр находит то самое кафе, на витрине которого продаются сувениры с одинаковым символом. С тем же символом Клэр находила маленький ключ в доме. Сложив все детали, ночью, пока Норман спит, Клэр снова опускается на дно и открывает ящик ключом, в котором обнаруживает медальон Мэдисон. Муж признается, что Мэдисон покончила с собой в этом доме, оставив этот сундук и письмо для Клэр. Испугавшись последствий, Норман сжег письмо и утопил Мэдисон в машине в реке, а сундук бросил на дно во дворе дома. Клэр говорит, что девушка должна быть похоронена. Норман соглашается и, позвонив в службу 911, уходит переодеться. Позже Клэр поднимается наверх и видит, что последний звонок с телефона был в справочную.
Норман обездвиживает Клэр, сажает её в ванну и, признавшись, что убил так Мэдисон ранее, решает утопить жену. После того, как Мэдисон собралась сообщать декану об их с Норманом отношениях, тот решил убить девушку, чтобы сохранить свой брак с Клэр. Несчастный случай в ванной он также сымитировал. Также Норман признается, что удивился тому, как Клэр все узнала, но при этом видела привидений, о которых сам Норман даже и не догадывался, но решил использовать эту ситуацию в свою пользу.
Несмотря на то, что Клэр частично парализована, ей удаётся вовремя вынуть пробку слива в ванне и прикрутить кран, тем самым  избежав утопления. Норману, при борьбе с Клэр, мерещится дух Мэдисон, он падает, ударившись головой об раковину, и теряет сознание. Клэр удается сесть в машину и выехать на мост. Она пытается добраться до полиции, но в машину успевает забраться Норман и атаковать ее, машина скатывается в реку. Находясь в воде вместе с Норманом, Клэр с ужасом обнаруживает другую затонувшую машину — с мёртвой уже Мэдисон, которая утягивает Нормана под воду, давая возможность спастись Клэр. 
В финале фильма Клэр приносит цветы на могилу Мэдисон.

## В ролях
| Актёр           | Роль                   |
| --------------- | ---------------------- |
| Харрисон Форд   | доктор Норман Спенсер  |
| Мишель Пфайффер | Клэр Спенсер           |
| Дайана Скаруид  | Джоди (подруга Клэр)   |
| Миранда Отто    | Мэри Фьюр              |
| Джеймс Ремар    | Уоррен Фьюр            |
| Кэтерин Таун    | Кейтлин Спенсер        |
| Венди Крюсон    | Елена                  |
| Эмбер Валлетта  | Мэдисон Элизабет Фрэнк |
| Рэй Бэйкер      | доктор Стэн Пауэлл     |